# A (dźwięk)
A (nazwa solmizacyjna: la) – dźwięk, którego częstotliwość dla a¹ wynosi 440 Hz. Jest to tonika gam A-dur i a-moll. W szeregu diatonicznym jest to szósty dźwięk licząc od dźwięku C w każdej oktawie. 
W enharmonii dźwięki o tej samej wysokości to: gisis i heses. Współcześnie a¹ wyznacza obowiązujący od 1939 roku strój muzyczny. 